# Els gats salvatges de l'armada
Els gats salvatges de l'armada (títol original: Hellcats of the Navy) és una pel·lícula dramàtica estatunidenca de la Segona Guerra Mundial de 1957 de Columbia Pictures, produïda per Charles H. Schneer i dirigida per Nathan Juran. La pel·lícula és protagonitzada per Ronald Reagan, la seva dona, amb el seu nom artístic Nancy Davis, i Arthur Franz. Aquest va ser l'únic llargmetratge en què els Reagan van actuar junts, abans o després del seu matrimoni de 1952. Està doblada al català.
L'escenari de la pel·lícula és la Guerra del Pacífic. La història està basada en el llibre de no ficció Hellcats of the Sea de 1955 del vicealmirall Charles A. Lockwood i Hans Christian Adamson.

## Argument
El comandant Casey Abbott comandant del submarí USS Starfish, rep l'ordre d'emprendre una perillosa missió que el veu intentant tallar el flux de subministraments entre la Xina i el Japó a les aigües molt minades del continent asiàtic. Quan un bussejador, Wes Barton, que és el competidor d'Abbott pels afectes de la tinent infermera Helen Blair, es troba en una situació perillosa, Abbott ha de lluitar per mantenir separades les seves vides personals i professionals per fer front a la crisi.
Els resultats desperten malestars a la tripulació i especialment a l'oficial executiu d'Abbott, el tinent comandant Landon, que demana al seu capità que li deixi transmetre les seves opinions amb confiança. Els resultats van portar a Abbott a escriure a l'informe d'eficiència de Landon que mai se li hauria de donar el comandament d'un vaixell naval, la qual cosa va provocar més mala maror entre els dos.

## Repartiment
- Ronald Reagan com comandant Casey Abbott
- Nancy Davis com tinent infermera Helen Blair
- Arthur Franz com tinent comandant Don Landon
- Robert Arthur com Freddy Warren
- William Leslie com tinent Paul Prentice
- Harry Lauter com tinent Wes Barton
- Joseph Turkel com Chick
- Don Keefer com Jug

## Producció
L'almirall de la flota Chester W. Nimitz apareix com ell mateix per presentar la pel·lícula, i més tard és interpretat a la història per l'actor Selmer Jackson. L'oficial de la Marina retirat Charles A. Lockwood, autor principal del llibre en què es basava aquesta funció, també és retratat breument per un actor.
Va ser la segona pel·lícula que Nathan Juran va dirigir per al productor Charles Schneer.
Reagan va dir a la seva autobiografia que estava decebut, en general, amb la pel·lícula, havent esperat un resultat més semblant a Destination Tokyo, una important pel·lícula de submarins de Warner Bros. realitzada durant la Segona Guerra Mundial. L'estat decreixent dels llargmetratges que s'oferien a Reagan, més la seva creixent implicació amb la televisió, van fer que abandonés la gran pantalla per sempre.
La Marina dels Estats Units va oferir una àmplia cooperació permetent que parts de la pel·lícula es rodessin a la Base Naval de San Diego i a bord d'un submarí dels Estats Units real, possiblement l'USS Besugo. L'oficial executiu del submarí era Lloyd Bucher, que passaria a comandar l'USS Pueblo durant la seva captura per Corea del Nord el 1968.
Durant la producció de la pel·lícula, quan l'USS Besugo estava a punt de posar-se en marxa, es va produir una discussió entre el director i un dels sindicats. Només hi va haver una breu finestra d'oportunitat per maniobrar el vaixell lluny del moll, ja que era difícil que un submarí lligat a San Diego pogués en marxa mentre la marea apretava. El Besugo va ser un dels primers submarins que va utilitzar cordes de niló i, quan s'estiraven, les línies podien arribar a ser "tan grans com un llapis" i arribar a ser letals si es trencaven sota la tensió. Es va donar l'ordre al timoner de contestar totes les campanades. Va passar que Reagan estava a coberta practicant les seves línies de diàleg i cridant: "Endavant un terç, a estribord enrere ple..." En aquest moment, les cordes de niló es van estirar fins al punt de ruptura quan un oficial va donar l'ordre: "Atureu-vos tots, Atureu-vos tot, carai, atureu-vos tot!" i Reagan, totalment aliè al que estava passant, va continuar practicant les seves línies, balancejant-se cap endavant i cap enrere sobre els seus peus amb les mans a l'esquena, com si no passés res dolent.
Entre la música de fons utilitzada a la pel·lícula hi havia fragments de The Caine Mutiny March, compost per Max Steiner, el tema principal del llargmetratge de 1954 de Columbia Pictures El motí del Caine. Aquella pel·lícula també tractava sobre les operacions de la Marina dels EUA de la Segona Guerra Mundial al teatre del Pacífic; Arthur Franz també apareix en el paper menor del tinent Paynter.
Segons Maurice Manson, que va interpretar al vicealmirall Charles A. Lockwood, el rodatge de la pel·lícula es va completar en cinc dies.

## Estrena de pel·lícula
Els gats salvatges de l'armada es va estrenar oficialment a San Diego, al centre de Spreckels Theatre. Les estrelles de la pel·lícula van ser presents, així com els submarinistes i els submarinistes locals de la Marina dels EUA. Un programa va precedir la projecció de la pel·lícula. En un remolc pla davant del teatre es van mostrar un torpede Mark 14 i un torpede Mark 16, els dos tipus utilitzats pels submarins de la marina durant la Segona Guerra Mundial.